# 屈头鸡
屈头鸡（学名：Capparis versicolor）为山柑科山柑属的植物。分布于印度、缅甸、中南半岛以及中国大陆的广东、广西等地，生长于海拔200米至2,000米的地区，多生长于稍干燥砂质土壤的疏林或灌丛中，目前尚未由人工引种栽培。
其种加词“versicolor”意为“颜色多样的”。

## 异名
- Capparis koi Merr. et Chun